# Ringer-Europameisterschaften 1996
Die Ringer-Europameisterschaften 1996 der Männer fanden im Februar 1996 in Budapest statt. Erstmals seit 1993 wurde eine Europameisterschaft im Freistil der Frauen in Oslo ausgetragen, sie findet seitdem jährlich statt.

## Männer Griechisch-römisch

### Ergebnisse
| Klasse  | Gold                              | Silber               | Bronze               |
| ------- | --------------------------------- | -------------------- | -------------------- |
| -48 kg  | Safar Safar ogly Gulijew          | Ioannis Agatzanian   | Francesco Costantino |
| -52 kg  | Andrij Kalaschnykow               | Armen Nasarjan       | Alfred Ter-Mkrtchyan |
| -57 kg  | Şeref Eroğlu                      | Marian Sandu         | Rifat Yildiz         |
| -62 kg  | Sergei Alexandrowitsch Martynow   | Hryhorij Komyschenko | Mchitar Manukjan     |
| -68 kg  | Attila Repka                      | Alexander Tretyakov  | Ghani Yalouz         |
| -74 kg  | Nazmi Avluca                      | Uladsimir Kapytau    | Erik Hahn            |
| -82 kg  | Hamza Yerlikaya                   | Péter Farkas         | Gotcha Ziziaschwili  |
| -90 kg  | Gogi Murmanowitsch Koguaschwili   | Maik Bullmann        | Wjatscheslaw Olijnyk |
| -100 kg | Sergei Lishtvan                   | Igor Grabovetski     | Andrzej Wroński      |
| 130 kg  | Alexander Alexandrowitsch Karelin | Piotr Kotok          | Sergei Mureiko       |

### Medaillenspiegel (Männer griechisch-römisch)
| Rang | Land         | Gold | Silber | Bronze |
| ---- | ------------ | ---- | ------ | ------ |
| 1    | Russland     | 4    | 1      | 0      |
| 2    | Türkei       | 3    | 0      | 0      |
| 3    | Ukraine      | 1    | 2      | 1      |
| 4    | Belarus      | 1    | 1      | 0      |
|      | Ungarn       | 1    | 1      | 0      |
| 6    | Deutschland  | 0    | 1      | 3      |
| 7    | Armenien     | 0    | 1      | 1      |
|      | Moldau       | 0    | 1      | 1      |
| 9    | Rumänien     | 0    | 1      | 0      |
|      | Griechenland | 0    | 1      | 1      |
| 11   | Polen        | 0    | 0      | 1      |
|      | Italien      | 0    | 0      | 1      |
|      | Israel       | 0    | 0      | 1      |
|      | Frankreich   | 0    | 0      | 1      |

## Männer Freistil

### Ergebnisse
| Klasse  | Gold                             | Silber             | Bronze                                       |
| ------- | -------------------------------- | ------------------ | -------------------------------------------- |
| -48 kg  | Wiktor Efteni                    | Armen Mkrttschjan  | Wugar Nariman ogly Orudschow                 |
| -52 kg  | Wolodymyr Tohusow                | Iwan Zonow         | Namiq Abdullayev                             |
| -57 kg  | Serafim Barsakow                 | Harun Doğan        | Arif Abdullaev                               |
| -62 kg  | Magomed Azizov                   | Giovanni Schillaci | Sjarhej Smal                                 |
| -68 kg  | Wadim Iossifowitsch Bogijew      | Arajik Geworgjan   | Sasa Sasirow                                 |
| -74 kg  | Buwaissar Chamidowitsch Saitijew | Radion Kertanti    | Waleri Werkuschin                            |
| -82 kg  | Mogamed Ibragimov                | László Dvorák      | Chadschimurad Saigidmagomedowitsch Magomedow |
| -90 kg  | Eldari Luka Kurtanidse           | Heiko Balz         | Sagid Magomedowitsch Murtasalijew            |
| -100 kg | Marek Garmulewicz                | Milan Mazáč        | David Musuľbes                               |
| 130 kg  | Mahmut Demir                     | Sven Thiele        | Mirabi Walijew                               |

### Medaillenspiegel (Männer Freistil)
| Rang | Land           | Gold | Silber | Bronze |
| ---- | -------------- | ---- | ------ | ------ |
| 1    | Russland       | 3    | 0      | 3      |
| 2    | Ukraine        | 2    | 0      | 3      |
| 3    | Bulgarien      | 1    | 1      | 0      |
|      | Türkei         | 1    | 2      | 2      |
| 5    | Aserbaidschan  | 1    | 0      | 2      |
| 6    | Polen          | 1    | 0      | 0      |
|      | Georgien       | 1    | 0      | 0      |
| 8    | Deutschland    | 0    | 1      | 0      |
|      | Armenien       | 0    | 1      | 0      |
|      | Slowakei       | 0    | 0      | 1      |
| 11   | Ungarn         | 0    | 1      | 0      |
|      | Italien        | 0    | 1      | 0      |
| 13   | Belarus        | 0    | 0      | 1      |
|      | Nordmazedonien | 0    | 0      | 1      |

## Frauen Freistil

### Ergebnisse
| Klasse | Gold                        | Silber             | Bronze            |
| ------ | --------------------------- | ------------------ | ----------------- |
| -44 kg | Svetlana Kolatirina         | Almuth Leitgeb     | Youlia Voitova    |
| -47 kg | Angelique Berthenet-Hidalgo | Olga Kosmak        | Mette Barlie      |
| -50 kg | Elena Egochina              | Tanja Sauter       | Joanna Urbanska   |
| -53 kg | Anna Gomis                  | Angela Lattanzio   | Olga Smirnowa     |
| -57 kg | Sara Eriksson               | Lene Aanes         | Natalja Iwanowa   |
| -61 kg | Nikola Hartmann             | Anna Udycz         | Elmira Magomedowa |
| -65 kg | Malgorzata Bassa-Roguska    | Elmira Kurbanova   | Sandra Gronert    |
| -70 kg | Nina Englich                | Eugenia Ossipenko  | Lise Golliot      |
| -75 kg | Vanessa Civit               | Tatyana Komarnicka | Monika Kowalska   |

### Medaillenspiegel (Frauen Freistil)
| Rang | Land          | Gold | Silber | Bronze |
| ---- | ------------- | ---- | ------ | ------ |
| 1    | Frankreich    | 3    | 0      | 1      |
| 2    | Russland      | 2    | 3      | 2      |
| 3    | Polen         | 1    | 1      | 2      |
| 4    | Deutschland   | 1    | 1      | 1      |
| 5    | Österreich    | 1    | 1      | 0      |
| 6    | Schweden      | 1    | 0      | 0      |
| 7    | Norwegen      | 0    | 1      | 1      |
|      | Ukraine       | 0    | 1      | 1      |
| 9    | Italien       | 0    | 1      | 0      |
| 10   | Aserbaidschan | 0    | 0      | 1      |